# Rotax 185
Le Rotax 185 est un moteur à piston industriel monocylindre deux-temps à prise directe, construit par la société autrichienne Rotax pour utilisation comme motopompe à eau pour la lutte contre les incendies. Il a également été adapté comme moteur d'aviation pour être employé dans les avions ultralégers.

## Conception et développement
Le Rotax 185 (pour 185 cm3) fut d'abord conçu comme moteur pour pompes à incendies portables, mais les droits du concept furent vendus par Rotax au Wildfire Group, qui utilisa le moteur dans sa pompe à incendie centrifuge à haute-pression Mark 3.
En raison de son but initial de servir comme motopompe, il se montra suffisamment fiable pour être utilisé sur un avion ultraléger
, et fut adopté pour la propulsion de l'avion ultraléger bimoteur Lazair (en). Il remplaçait alors les moteurs de tronçonneuses Pioneer de 5,5 ch qui équipaient la première série de production de l'appareil. Le 185 produisait suffisamment de puissance pour permettre au Lazair d'être utilisé sur des flotteurs.
Sur le Lazair, le 185 était utilisé par paires et entraînait deux hélices de type biplanes superposées. Ce choix ne fut pas motivé par des raisons aérodynamiques mais simplement parce-que le constructeur de l'avion disposait de grandes quantités d'hélices en nylon pour ses anciens moteurs, et le fait de les empiler revenait moins cher que de les envoyer à la casse et d'en reconstruire des nouvelles.

## Applications
- Ultraflight Lazair (en)

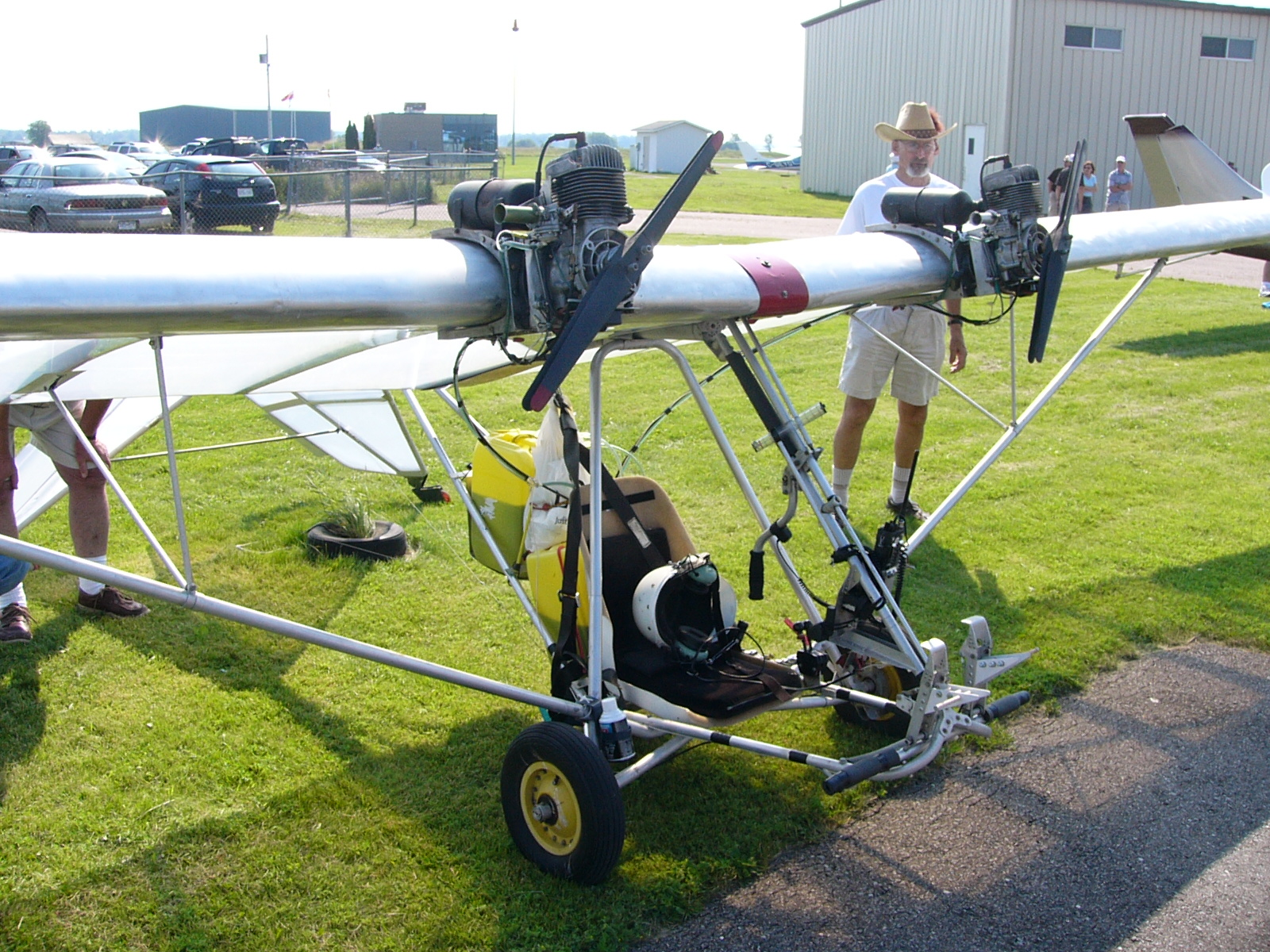
Un Lazair avec deux Rotax 185, entraînant des hélices biplanes.

- Pompe à incendie centrifuge à haute-pression Mark 3

## Caractéristiques
Monocylindre deux-temps refroidi par air de 185 cm3 délivrant une puissance de 9,2 ch à 5 000 tr/min.
- Alimentation en carburant : Carburateur Tillotson[6] ;
- Carburant : Essence du commerce (pour automobiles) ;
- Allumage : Magnéto Bosch avec bobine en 6 volts/17 watts, bougie Bosch M4-AC 18 mm ou équivalente)[6] ;
- Lubrification : Huile prémélangée au carburant, dans un rapport de 1 pour 40[6] ;
- Refroidissement : Ailettes, refroidissement par air (vent relatif) ;
- Réducteur : Des unités fabriquées sur mesure à base de courroies ont été employées[6].

Un remplacement des roulements et joints de vilebrequin est recommandé toutes les 300 heures. Le nettoyage du piston (décalaminage) doit être effectué assez souvent, parfois après seulement 30 heures d'utilisation.